# Distrito de San Pedro (Canchis)
El Distrito peruano de San Pedro es uno de los ocho distritos de la Provincia de Canchis, ubicada en el Departamento de Cusco, bajo la administración el Gobierno regional del Cuzco. Limita por el norte con el Distrito de Combapata, por el este y por el sur con el San Pablo, y por el oeste con el Distrito de Tinta.
El Papa Juan XXIII segregó de la Arquidiócesis del Cusco, las Provincias civiles de Canchis, Canas, Espinar y Chumbivilcas y con ellas creó la Prelatura de Sicuani, haciéndola sufragánea del Cusco, mediante la Constitución Apostólica "Universae Ecclesiae" del 10 de enero de 1959.

## Historia
El distrito fue creado mediante Ley n.º 1673 del 28 de noviembre de 1912, durante el gobierno del Presidente Guillermo Billinghurst Angulo.

## Geografía
Está ubicado en 3750 m s. n. m.; con una superficie de 54,91 km² y una población de 2 974 habitantes (censo de 2007), posee un a densidad de 54,2 habitantes/km².

## División administrativa

### Centros poblados
- Urbanos
  - San Pedro, con 1 204 hab.
  - Qquea, con 316 hab.
- Rurales
  - Cuchuma Centro, con 186 hab.
  - Cuchuma Urinsaya, con 155 hab.
  - Raqchi Anansaya, con 162 hab
  - Raqchi Urinsaya, con 171 hab.
  - CCocha Ccoscoparte

## Autoridades

### Municipales
- 2019 - 2022
  - Emiliano Quiñones Surco.
- 2011-2014: 
  - Alcalde: Paulino Mamani Aslla, del Movimiento Regional Pan.
  - Regidores: Pío Mamani Arosquipa (Pan), Celso Morón Quispe (Pan), Elizabeth Cumpa Inca (Pan), Nicolás Cahuana Aymachoque (Pan), Veltrán Ccalla Cumpa (Fuerza Regional Inka).
- 2007-2010
  - Alcalde: Isaac Quispe Morocco.

## Festividades
- Enero: Reyes Magos.
- Febrero: Carnavales.
- Mayo: San Isidro Labrador.
- Junio: San Pedro y San Pablo.
- Agosto: Virgen Asunta - Cuchuma.
- Octubre: Virgen del Rosario.
- Julio:  Virgen de carmen - QQuea.